# Brasil en la Copa América 2024
La selección de Brasil fue uno de los 16 equipos participantes en la Copa América 2024, torneo continental que se llevó a cabo entre el 20 de junio y el 14 de julio en los Estados Unidos. Fue la trigésima octava participación de Brasil.
Formó parte del Grupo D, junto a Colombia, Paraguay y Costa Rica, el ganador del repechaje frente a Honduras. Avanzó hasta los cuartos de final donde cayó eliminado ante Uruguay en la tanda de penaltis.

## Preparación
En la edición anterior de Copa América donde fueron los anfitriones, Brasil formó parte del Grupo B con Perú, Colombia, Venezuela, y Ecuador; terminó en el primer lugar del grupo tras ganar tres partidos y empatar uno, esto permitió el avance a la siguiente fase correspondiente a cuartos de final donde enfrentó a Chile con resultado favorable por 1-0, en la ronda de semifinales le ganó a Perú por la mínima diferencia nuevamente fue 1-0 y culminó su participación al caer derrotado por 0-1 en la final jugada en el Maracaná ante Argentina con gol de Ángel Di María, logrando así el subcampeonato del torneo. Los máximos anotadores fueron Neymar y Lucas Paquetá con dos goles cada uno y en todo el campeonato el cuerpo técnico estuvo encabezado por Tite.
Al iniciar un nuevo proceso eliminatorio rumbo al Mundial 2026 cambió la dirección técnica, esta le fue encargada desde el inicio de forma interina a Fernando Diniz, que al mismo tiempo dirigía a Fluminense, en reemplazo de Tite, quien dirigió a la selección verdeamarela en la Copa del Mundo 2022 jugada en Catar. Entre septiembre y noviembre de 2023 se disputaron seis partidos de las clasificatorias mundialistas, dando como resultado dos victorias, un empate y tres derrotas, una de las peores campañas de inicio de eliminatorias al ubicarse hasta esa fecha en el sexto puesto de la tabla de posiciones. Se destaca la derrota contra Argentina en el Maracaná con el marcador de 0-1, esta fue la primera derrota en condición de local para Brasil en toda la historia de las eliminatorias sudamericanas.

### Partidos oficiales
| Eliminatorias Sudamericanas Fecha 1; 8 de septiembre de 2023 | Brasil                                                     | 5:1 (1:0) | Bolivia    | Estadio Mangueirão, Belém                                                    |                                                                              |
| 21:45 (UTC-3)                                                | - Rodrygo Goes 24', 53' - Raphinha 47' - Neymar 61', 90+3' | Reporte   | Ábrego 78' | Asistencia: 48 183 espectadores Árbitro(s): Juan Benítez VAR: Carlos Benítez | Asistencia: 48 183 espectadores Árbitro(s): Juan Benítez VAR: Carlos Benítez |

| Uniformes | Uniformes |
| --------- | --------- |
|           |           |

| Eliminatorias Sudamericanas Fecha 2; 12 de septiembre de 2023 | Perú | 0:1 (0:0) | Brasil         | Estadio Nacional, Lima                                                             |                                                                                    |
| 21:00 (UTC-5)                                                 |      | Reporte   | Marquinhos 90' | Asistencia: 56 328 espectadores Árbitro(s): Fernando Rapallini VAR: Germán Delfino | Asistencia: 56 328 espectadores Árbitro(s): Fernando Rapallini VAR: Germán Delfino |

| Uniformes | Uniformes |
| --------- | --------- |
|           |           |

| Eliminatorias Sudamericanas Fecha 3; 12 de octubre de 2023 | Brasil      | 1:1 (0:0) | Venezuela | Arena Pantanal, Cuiabá                                                    |                                                                           |
| 20:30 (UTC-4)                                              | Gabriel 50' | Reporte   | Bello 85' | Asistencia: 39 018 espectadores Árbitro(s): Kevin Ortega VAR: Carlos Orbe | Asistencia: 39 018 espectadores Árbitro(s): Kevin Ortega VAR: Carlos Orbe |

| Uniformes | Uniformes |
| --------- | --------- |
|           |           |

| Eliminatorias Sudamericanas Fecha 4; 17 de octubre de 2023 | Uruguay                         | 2:0 (1:0) | Brasil | Estadio Centenario, Montevideo                                            |                                                                           |
| 21:00 (UTC-3)                                              | - Núñez 42' - N. de la Cruz 71' | Reporte   |        | Asistencia: 52 477 espectadores Árbitro(s): Alexis Herrera VAR: Juan Soto | Asistencia: 52 477 espectadores Árbitro(s): Alexis Herrera VAR: Juan Soto |

| Uniformes | Uniformes |
| --------- | --------- |
|           |           |

| Eliminatorias Sudamericanas Fecha 5; 16 de noviembre de 2023 | Colombia      | 2:1 (0:1) | Brasil        | Estadio Metropolitano, Barranquilla                                             |                                                                                 |
| 19:00 (UTC-5)                                                | Díaz 75', 79' | Reporte   | Martinelli 4' | Asistencia: 44 604 espectadores Árbitro(s): Andrés Matonte VAR: Leodán González | Asistencia: 44 604 espectadores Árbitro(s): Andrés Matonte VAR: Leodán González |

| Uniformes | Uniformes |
| --------- | --------- |
|           |           |

| Eliminatorias Sudamericanas Fecha 6; 21 de noviembre de 2023 | Brasil | 0:1 (0:0) | Argentina    | Estadio Maracaná, Río de Janeiro                                      |                                                                       |
| 21:30 (UTC-3)                                                |        | Reporte   | Otamendi 63' | Asistencia: 68 138 espectadores Árbitro(s): Piero Maza VAR: Juan Lara | Asistencia: 68 138 espectadores Árbitro(s): Piero Maza VAR: Juan Lara |

| Uniformes | Uniformes |
| --------- | --------- |
|           |           |

### Amistosos previos
| 23 de marzo de 2024 | Inglaterra | 0:1 (0:0) | Brasil      | Estadio Wembley, Londres |                        |
| 20:00 (UTC+1)       |            | Reporte   | Endrick 80' | Árbitro(s): Artur Dias   | Árbitro(s): Artur Dias |

| Uniformes | Uniformes |
| --------- | --------- |
|           |           |

| 26 de marzo de 2024 | España                                    | 3:3 (2:1) | Brasil                                                   | Estadio Santiago Bernabéu, Madrid |                           |
| 22:30 (UTC+2)       | - Rodri 12' (pen.), 87' (pen.) - Olmo 36' | Reporte   | - Rodrygo 40' - Endrick 50' - Lucas Paquetá 90+6' (pen.) | Árbitro(s): António Nobre         | Árbitro(s): António Nobre |

| Uniformes | Uniformes |
| --------- | --------- |
|           |           |

| 8 de junio de 2024 | México                                  | 2:3 (0:1) | Brasil                                                        | Kyle Field, College Station |                           |
| 19:30 (UTC-5)      | - Yan Couto 73' (a.g.) - Martínez 90+2' | Reporte   | - Andreas Pereira 5' - Gabriel Martinelli 54' - Endrick 90+6' | Árbitro(s): Lukasz Szpala   | Árbitro(s): Lukasz Szpala |

| Uniformes | Uniformes |
| --------- | --------- |
|           |           |

| 12 de junio de 2024 | Estados Unidos | 1:1 (1:1) | Brasil      | Camping World Stadium, Orlando |                           |
| 18:00 (UTC-5)       | Pulisic 26'    | Reporte   | Rodrygo 17' | Árbitro(s): Said Martínez      | Árbitro(s): Said Martínez |

| Uniformes | Uniformes |
| --------- | --------- |
|           |           |

## Plantel

### Lista de convocados
Entrenador:  Dorival Júnior
| No. | Pos. | Jugador            | Fecha de nacimiento (edad)        | Apa. | Goles | Club                          |
| --- | ---- | ------------------ | --------------------------------- | ---- | ----- | ----------------------------- |
| 1   | POR  | Alisson            | 2 de octubre de 1992 (31 años)    | 65   | 0     | Liverpool F. C.               |
| 2   | DEF  | Danilo             | 15 de julio de 1991 (32 años)     | 57   | 1     | Juventus F. C.                |
| 3   | DEF  | Éder Militão       | 18 de enero de 1998 (26 años)     | 31   | 2     | Real Madrid C. F.             |
| 4   | DEF  | Marquinhos         | 14 de mayo de 1994 (30 años)      | 85   | 7     | París Saint-Germain F. C.     |
| 5   | MED  | Bruno Guimarães    | 16 de noviembre de 1997 (26 años) | 22   | 1     | Newcastle United F. C.        |
| 6   | DEF  | Wendell            | 20 de julio de 1993 (30 años)     | 3    | 0     | F. C. Porto                   |
| 7   | DEL  | Vinícius Júnior    | 12 de julio de 2000 (23 años)     | 30   | 3     | Real Madrid C. F.             |
| 8   | MED  | Lucas Paquetá      | 27 de agosto de 1997 (26 años)    | 46   | 10    | West Ham United F. C.         |
| 9   | DEL  | Endrick            | 21 de julio de 2006 (17 años)     | 6    | 3     | S. E. Palmeiras               |
| 10  | DEL  | Rodrygo            | 9 de enero de 2001 (23 años)      | 23   | 6     | Real Madrid C. F.             |
| 11  | DEL  | Raphinha           | 14 de diciembre de 1996 (27 años) | 23   | 6     | F. C. Barcelona               |
| 12  | POR  | Bento              | 10 de junio de 1999 (25 años)     | 2    | 0     | C. Athletico Paranaense       |
| 13  | DEF  | Yan Couto          | 3 de junio de 2002 (22 años)      | 4    | 0     | Girona F. C.                  |
| 14  | DEF  | Gabriel Magalhães  | 19 de diciembre de 1997 (26 años) | 6    | 1     | Arsenal F. C.                 |
| 15  | MED  | João Gomes         | 12 de febrero de 2001 (23 años)   | 4    | 0     | Wolverhampton Wanderers F. C. |
| 16  | DEF  | Guilherme Arana    | 14 de abril de 1997 (27 años)     | 6    | 0     | C. Atlético Mineiro           |
| 17  | DEF  | Lucas Beraldo      | 24 de noviembre de 2003 (20 años) | 3    | 0     | París Saint-Germain F. C.     |
| 18  | MED  | Douglas Luiz       | 9 de mayo de 1998 (26 años)       | 15   | 0     | Aston Villa F. C.             |
| 19  | MED  | Andreas Pereira    | 1 de enero de 1996 (28 años)      | 5    | 1     | Fulham F. C.                  |
| 20  | DEL  | Savinho            | 10 de abril de 2004 (20 años)     | 3    | 0     | Girona F. C.                  |
| 21  | DEL  | Evanilson          | 6 de octubre de 1999 (24 años)    | 1    | 0     | F. C. Porto                   |
| 22  | DEL  | Gabriel Martinelli | 18 de junio de 2001 (23 años)     | 11   | 2     | Arsenal F. C.                 |
| 23  | POR  | Rafael             | 22 de junio de 1989 (34 años)     | 0    | 0     | São Paulo F. C.               |
| 24  | MED  | Éderson            | 7 de julio de 1999 (24 años)      | 1    | 0     | Atalanta B. C.                |
| 25  | DEF  | Bremer             | 18 de marzo de 1997 (27 años)     | 5    | 0     | Juventus F. C.                |
| 26  | DEL  | Pepê               | 24 de febrero de 1997 (27 años)   | 2    | 0     | F. C. Porto                   |

## Participación
- Los horarios son correspondientes al huso horario de cada sede.

### Partidos
| Fecha       | Ciudad      | Instancia        |          |                     | Resultado    |                       |            |
| ----------- | ----------- | ---------------- | -------- | ------------------- | ------------ | --------------------- | ---------- |
| 24 de junio | Inglewood   | Fase de grupos   | Brasil   | Bandera de Brasil   | 0:0          | Bandera de Costa Rica | Costa Rica |
| 28 de junio | Paradise    | Fase de grupos   | Paraguay | Bandera de Paraguay | 1:4 (0:3)    | Bandera de Brasil     | Brasil     |
| 2 de julio  | Santa Clara | Fase de grupos   | Brasil   | Bandera de Brasil   | 1:1 (1:1)    | Bandera de Colombia   | Colombia   |
| 6 de julio  | Paradise    | Cuartos de final | Uruguay  | Bandera de Uruguay  | 0:0 (4:2 p.) | Bandera de Brasil     | Brasil     |

### Fase de grupos - Grupo D

#### Posiciones
| Selección  | Pts | PJ | PG | PE | PP | GF | GC | Dif |
| ---------- | --- | -- | -- | -- | -- | -- | -- | --- |
| Colombia   | 7   | 3  | 2  | 1  | 0  | 6  | 2  | +4  |
| Brasil     | 5   | 3  | 1  | 2  | 0  | 5  | 2  | +3  |
| Costa Rica | 4   | 3  | 1  | 1  | 1  | 2  | 4  | –2  |
| Paraguay   | 0   | 3  | 0  | 0  | 3  | 3  | 8  | –5  |

|  | Clasificados a los cuartos de final. |

#### Brasil vs. Costa Rica
| Jornada 1; 24 de junio | Brasil | 0:0     | Costa Rica | SoFi Stadium, Inglewood                                                        |                                                                                |
| 18:00 (UTC-7)          |        | Reporte |            | Asistencia: 67 158 espectadores Árbitro(s): César Ramos VAR: Guillermo Pacheco | Asistencia: 67 158 espectadores Árbitro(s): César Ramos VAR: Guillermo Pacheco |

| 1          | Guardameta     | Alisson         |     |
| 2          | Defensa        | Danilo          |     |
| 3          | Defensa        | Éder Militão    |     |
| 4          | Defensa        | Marquinhos      |     |
| 16         | Defensa        | Guilherme Arana |     |
| 5          | Centrocampista | Bruno Guimarães |     |
| 15         | Centrocampista | João Gomes      | 83' |
| 11         | Centrocampista | Raphinha        | 70' |
| 8          | Centrocampista | Lucas Paquetá   |     |
| 10         | Centrocampista | Rodrygo         |     |
| 7          | Delantero      | Vinícius Júnior | 71' |
| Entrenador | Entrenador     | Dorival Júnior  |     |

| 23         | Guardameta     | Patrick Sequeira  |       |
| 22         | Defensa        | Haxzel Quirós     |       |
| 3          | Defensa        | Jeyland Mitchell  |       |
| 4          | Defensa        | Juan Pablo Vargas |       |
| 15         | Defensa        | Francisco Calvo   |       |
| 11         | Defensa        | Ariel Lassiter    | 90+2' |
| 14         | Centrocampista | Orlando Galo      |       |
| 13         | Centrocampista | Jefferson Brenes  | 64'   |
| 10         | Centrocampista | Brandon Aguilera  | 90+2' |
| 21         | Delantero      | Álvaro Zamora     | 70'   |
| 9          | Delantero      | Manfred Ugalde    | 64'   |
| Entrenador | Entrenador     | Gustavo Alfaro    |       |

| 20 | Delantero | Savinho            | 70' |
| 9  | Delantero | Endrick            | 71' |
| 22 | Delantero | Gabriel Martinelli | 83' |

| 16 | Centrocampista | Alejandro Bran  | 64'   |
| 17 | Delantero      | Warren Madrigal | 64'   |
| 12 | Delantero      | Joel Campbell   | 70'   |
| 2  | Defensa        | Gerald Taylor   | 90+2' |
| 8  | Defensa        | Joseph Mora     | 90+2' |

| Amonestado | 80' | Éder Militão |

| Amonestado | 53' | Francisco Calvo |
| Amonestado | 58' | Manfred Ugalde  |

| Árbitro             | César Ramos       |
| Árbitros asistentes | Alberto Morín     |
| Árbitros asistentes | Marco Bisguerra   |
| Cuarto árbitro      | Alexis Herrera    |
| Quinto árbitro      | Alberto Ponte     |
| VAR                 | Guillermo Pacheco |
| Adicional VAR       | Erick Miranda     |
| Asesor de árbitros  | Peter Prendergast |
| Quality Mánager     | Gustavo Rossi     |

| 1          | Guardameta     | Alisson         |     |
| 2          | Defensa        | Danilo          |     |
| 3          | Defensa        | Éder Militão    |     |
| 4          | Defensa        | Marquinhos      |     |
| 16         | Defensa        | Guilherme Arana |     |
| 5          | Centrocampista | Bruno Guimarães |     |
| 15         | Centrocampista | João Gomes      | 83' |
| 11         | Centrocampista | Raphinha        | 70' |
| 8          | Centrocampista | Lucas Paquetá   |     |
| 10         | Centrocampista | Rodrygo         |     |
| 7          | Delantero      | Vinícius Júnior | 71' |
| Entrenador | Entrenador     | Dorival Júnior  |     |

| 23         | Guardameta     | Patrick Sequeira  |       |
| 22         | Defensa        | Haxzel Quirós     |       |
| 3          | Defensa        | Jeyland Mitchell  |       |
| 4          | Defensa        | Juan Pablo Vargas |       |
| 15         | Defensa        | Francisco Calvo   |       |
| 11         | Defensa        | Ariel Lassiter    | 90+2' |
| 14         | Centrocampista | Orlando Galo      |       |
| 13         | Centrocampista | Jefferson Brenes  | 64'   |
| 10         | Centrocampista | Brandon Aguilera  | 90+2' |
| 21         | Delantero      | Álvaro Zamora     | 70'   |
| 9          | Delantero      | Manfred Ugalde    | 64'   |
| Entrenador | Entrenador     | Gustavo Alfaro    |       |

| 20 | Delantero | Savinho            | 70' |
| 9  | Delantero | Endrick            | 71' |
| 22 | Delantero | Gabriel Martinelli | 83' |

| 16 | Centrocampista | Alejandro Bran  | 64'   |
| 17 | Delantero      | Warren Madrigal | 64'   |
| 12 | Delantero      | Joel Campbell   | 70'   |
| 2  | Defensa        | Gerald Taylor   | 90+2' |
| 8  | Defensa        | Joseph Mora     | 90+2' |

| Amonestado | 80' | Éder Militão |

| Amonestado | 53' | Francisco Calvo |
| Amonestado | 58' | Manfred Ugalde  |

| Árbitro             | César Ramos       |
| Árbitros asistentes | Alberto Morín     |
| Árbitros asistentes | Marco Bisguerra   |
| Cuarto árbitro      | Alexis Herrera    |
| Quinto árbitro      | Alberto Ponte     |
| VAR                 | Guillermo Pacheco |
| Adicional VAR       | Erick Miranda     |
| Asesor de árbitros  | Peter Prendergast |
| Quality Mánager     | Gustavo Rossi     |

| Estadísticas      | Bandera de Brasil | Bandera de Costa Rica |
| Tiros             | 19                | 2                     |
| Tiros a puerta    | 3                 | 0                     |
| Faltas            | 13                | 10                    |
| Saques de esquina | 9                 | 1                     |
| Penaltis          | 0                 | 0                     |
| Fueras de juego   | 3                 | 0                     |
| Posesión de balón | 74%               | 26%                   |

#### Paraguay vs. Brasil
| Jornada 2; 28 de junio | Paraguay     | 1:4 (0:3) | Brasil                                                                | Allegiant Stadium, Paradise                                           |                                                                       |
| 18:00 (UTC-7)          | Alderete 48' | Reporte   | - Vinícius Júnior 35', 45+5' - Savinho 43' - Lucas Paquetá 65' (pen.) | Asistencia: 46 939 espectadores Árbitro(s): Piero Maza VAR: Juan Lara | Asistencia: 46 939 espectadores Árbitro(s): Piero Maza VAR: Juan Lara |

| 22         | Guardameta     | Rodrigo Morínigo   |     |
| 25         | Defensa        | Gustavo Velázquez  |     |
| 5          | Defensa        | Fabián Balbuena    |     |
| 3          | Defensa        | Omar Alderete      |     |
| 4          | Defensa        | Matías Espinoza    | 73' |
| 14         | Centrocampista | Andrés Cubas       |     |
| 23         | Centrocampista | Mathías Villasanti |     |
| 8          | Centrocampista | Damián Bobadilla   | 84' |
| 19         | Centrocampista | Julio Enciso       | 73' |
| 10         | Centrocampista | Miguel Almirón     | 78' |
| 18         | Delantero      | Alex Arce          | 73' |
| Entrenador | Entrenador     | Daniel Garnero     |     |

| 1          | Guardameta     | Alisson         |     |
| 2          | Defensa        | Danilo          |     |
| 3          | Defensa        | Éder Militão    | 87' |
| 4          | Defensa        | Marquinhos      |     |
| 6          | Defensa        | Wendell         |     |
| 5          | Centrocampista | Bruno Guimarães | 72' |
| 15         | Centrocampista | João Gomes      |     |
| 20         | Centrocampista | Savinho         | 72' |
| 8          | Centrocampista | Lucas Paquetá   | 79' |
| 7          | Centrocampista | Vinícius Júnior |     |
| 10         | Delantero      | Rodrygo         | 79' |
| Entrenador | Entrenador     | Dorival Júnior  |     |

| 9  | Delantero      | Adam Bareiro             | 73' |
| 13 | Defensa        | Néstor Giménez           | 73' |
| 17 | Centrocampista | Alejandro Romero Gamarra | 73' |
| 24 | Delantero      | Ramón Sosa               | 78' |
| 26 | Centrocampista | Hernesto Caballero       | 84' |

| 11 | Delantero      | Raphinha          | 72' |
| 18 | Centrocampista | Douglas Luiz      | 72' |
| 9  | Delantero      | Endrick           | 79' |
| 19 | Centrocampista | Andreas Pereira   | 79' |
| 14 | Defensa        | Gabriel Magalhães | 87' |

| Anotado | 48' | Omar Alderete | 1–3 |

| Anotado         | 35'   | Vinícius Júnior | 0–1 |
| Anotado         | 43'   | Savinho         | 0–2 |
| Anotado         | 45+5' | Vinícius Júnior | 0–3 |
| Anotado · Penal | 65'   | Lucas Paquetá   | 1–4 |

| Amonestado | 45+3' | Fabián Balbuena    |
| Amonestado | 90+3' | Hernesto Caballero |

| Amonestado | 45+3' | Wendell         |
| Amonestado | 70'   | Lucas Paquetá   |
| Amonestado | 83'   | Vinícius Júnior |

| Expulsado | 81' | Andrés Cubas |

| Árbitro             | Piero Maza       |
| Árbitros asistentes | Claudio Urrutia  |
| Árbitros asistentes | Miguel Rocha     |
| Cuarto árbitro      | Maurizio Mariani |
| Quinto árbitro      | Daniele Bindoni  |
| VAR                 | Juan Lara        |
| Adicional VAR       | Edson Cisternas  |
| Asesor de árbitros  | Roberto Silvera  |
| Quality Mánager     | Patricio Polic   |

| 22         | Guardameta     | Rodrigo Morínigo   |     |
| 25         | Defensa        | Gustavo Velázquez  |     |
| 5          | Defensa        | Fabián Balbuena    |     |
| 3          | Defensa        | Omar Alderete      |     |
| 4          | Defensa        | Matías Espinoza    | 73' |
| 14         | Centrocampista | Andrés Cubas       |     |
| 23         | Centrocampista | Mathías Villasanti |     |
| 8          | Centrocampista | Damián Bobadilla   | 84' |
| 19         | Centrocampista | Julio Enciso       | 73' |
| 10         | Centrocampista | Miguel Almirón     | 78' |
| 18         | Delantero      | Alex Arce          | 73' |
| Entrenador | Entrenador     | Daniel Garnero     |     |

| 1          | Guardameta     | Alisson         |     |
| 2          | Defensa        | Danilo          |     |
| 3          | Defensa        | Éder Militão    | 87' |
| 4          | Defensa        | Marquinhos      |     |
| 6          | Defensa        | Wendell         |     |
| 5          | Centrocampista | Bruno Guimarães | 72' |
| 15         | Centrocampista | João Gomes      |     |
| 20         | Centrocampista | Savinho         | 72' |
| 8          | Centrocampista | Lucas Paquetá   | 79' |
| 7          | Centrocampista | Vinícius Júnior |     |
| 10         | Delantero      | Rodrygo         | 79' |
| Entrenador | Entrenador     | Dorival Júnior  |     |

| 9  | Delantero      | Adam Bareiro             | 73' |
| 13 | Defensa        | Néstor Giménez           | 73' |
| 17 | Centrocampista | Alejandro Romero Gamarra | 73' |
| 24 | Delantero      | Ramón Sosa               | 78' |
| 26 | Centrocampista | Hernesto Caballero       | 84' |

| 11 | Delantero      | Raphinha          | 72' |
| 18 | Centrocampista | Douglas Luiz      | 72' |
| 9  | Delantero      | Endrick           | 79' |
| 19 | Centrocampista | Andreas Pereira   | 79' |
| 14 | Defensa        | Gabriel Magalhães | 87' |

| Anotado | 48' | Omar Alderete | 1–3 |

| Anotado         | 35'   | Vinícius Júnior | 0–1 |
| Anotado         | 43'   | Savinho         | 0–2 |
| Anotado         | 45+5' | Vinícius Júnior | 0–3 |
| Anotado · Penal | 65'   | Lucas Paquetá   | 1–4 |

| Amonestado | 45+3' | Fabián Balbuena    |
| Amonestado | 90+3' | Hernesto Caballero |

| Amonestado | 45+3' | Wendell         |
| Amonestado | 70'   | Lucas Paquetá   |
| Amonestado | 83'   | Vinícius Júnior |

| Expulsado | 81' | Andrés Cubas |

| Árbitro             | Piero Maza       |
| Árbitros asistentes | Claudio Urrutia  |
| Árbitros asistentes | Miguel Rocha     |
| Cuarto árbitro      | Maurizio Mariani |
| Quinto árbitro      | Daniele Bindoni  |
| VAR                 | Juan Lara        |
| Adicional VAR       | Edson Cisternas  |
| Asesor de árbitros  | Roberto Silvera  |
| Quality Mánager     | Patricio Polic   |

| Estadísticas      | Bandera de Paraguay | Bandera de Brasil |
| Tiros             | 15                  | 17                |
| Tiros a puerta    | 6                   | 6                 |
| Faltas            | 12                  | 13                |
| Saques de esquina | 4                   | 6                 |
| Penaltis          | 0                   | 2                 |
| Fueras de juego   | 1                   | 0                 |
| Posesión de balón | 45%                 | 55%               |

#### Brasil vs. Colombia
| Jornada 3; 2 de julio | Brasil       | 1:1 (1:1) | Colombia    | Levi's Stadium, Santa Clara                                                      |                                                                                  |
| 18:00 (UTC-7)         | Raphinha 12' | Reporte   | Muñoz 45+2' | Asistencia: 70 971 espectadores Árbitro(s): Jesús Valenzuela VAR: Mauro Vigliano | Asistencia: 70 971 espectadores Árbitro(s): Jesús Valenzuela VAR: Mauro Vigliano |

| 1          | Guardameta     | Alisson         |     |
| 2          | Defensa        | Danilo          |     |
| 3          | Defensa        | Éder Militão    |     |
| 4          | Defensa        | Marquinhos      |     |
| 6          | Defensa        | Wendell         | 86' |
| 5          | Centrocampista | Bruno Guimarães | 86' |
| 15         | Centrocampista | João Gomes      | 73' |
| 11         | Centrocampista | Raphinha        |     |
| 8          | Centrocampista | Lucas Paquetá   | 46' |
| 7          | Centrocampista | Vinícius Júnior |     |
| 10         | Delantero      | Rodrygo         | 73' |
| Entrenador | Entrenador     | Dorival Júnior  |     |

| 12         | Guardameta     | Camilo Vargas    |     |
| 21         | Defensa        | Daniel Muñoz     |     |
| 23         | Defensa        | Davinson Sánchez |     |
| 2          | Defensa        | Carlos Cuesta    |     |
| 26         | Defensa        | Deiver Machado   | 46' |
| 6          | Centrocampista | Richard Ríos     | 76' |
| 16         | Centrocampista | Jefferson Lerma  |     |
| 11         | Centrocampista | Jhon Arias       |     |
| 10         | Delantero      | James Rodríguez  | 81' |
| 24         | Delantero      | Jhon Córdoba     | 76' |
| 7          | Delantero      | Luis Díaz        | 89' |
| Entrenador | Entrenador     | Néstor Lorenzo   |     |

| 19 | Centrocampista | Andreas Pereira | 46' |
| 20 | Delantero      | Savinho         | 73' |
| 24 | Centrocampista | Éderson         | 73' |
| 9  | Delantero      | Endrick         | 86' |
| 18 | Centrocampista | Douglas Luiz    | 86' |

| 17 | Defensa        | Johan Mojica        | 46' |
| 15 | Centrocampista | Mateus Uribe        | 76' |
| 19 | Delantero      | Rafael Santos Borré | 76' |
| 8  | Centrocampista | Jorge Carrascal     | 81' |
| 18 | Delantero      | Luis Sinisterra     | 89' |

| Anotado | 12' | Raphinha | 1–0 |

| Anotado | 45+2' | Daniel Muñoz | 1–1 |

| Amonestado | 7'  | Vinícius Júnior |
| Amonestado | 27' | João Gomes      |
| Amonestado | 73' | Bruno Guimarães |

| Amonestado | 25' | Deiver Machado  |
| Amonestado | 27' | Jefferson Lerma |

| Árbitro             | Jesús Valenzuela  |
| Árbitros asistentes | Jorge Urrego      |
| Árbitros asistentes | Alberto Ponte     |
| Cuarto árbitro      | Augusto Aragón    |
| Quinto árbitro      | Christian Lescano |
| VAR                 | Mauro Vigliano    |
| Adicional VAR       | Jonny Bossio      |
| Asesor de árbitros  | Peter Prendergast |
| Quality Mánager     | Luis Vera         |

| 1          | Guardameta     | Alisson         |     |
| 2          | Defensa        | Danilo          |     |
| 3          | Defensa        | Éder Militão    |     |
| 4          | Defensa        | Marquinhos      |     |
| 6          | Defensa        | Wendell         | 86' |
| 5          | Centrocampista | Bruno Guimarães | 86' |
| 15         | Centrocampista | João Gomes      | 73' |
| 11         | Centrocampista | Raphinha        |     |
| 8          | Centrocampista | Lucas Paquetá   | 46' |
| 7          | Centrocampista | Vinícius Júnior |     |
| 10         | Delantero      | Rodrygo         | 73' |
| Entrenador | Entrenador     | Dorival Júnior  |     |

| 12         | Guardameta     | Camilo Vargas    |     |
| 21         | Defensa        | Daniel Muñoz     |     |
| 23         | Defensa        | Davinson Sánchez |     |
| 2          | Defensa        | Carlos Cuesta    |     |
| 26         | Defensa        | Deiver Machado   | 46' |
| 6          | Centrocampista | Richard Ríos     | 76' |
| 16         | Centrocampista | Jefferson Lerma  |     |
| 11         | Centrocampista | Jhon Arias       |     |
| 10         | Delantero      | James Rodríguez  | 81' |
| 24         | Delantero      | Jhon Córdoba     | 76' |
| 7          | Delantero      | Luis Díaz        | 89' |
| Entrenador | Entrenador     | Néstor Lorenzo   |     |

| 19 | Centrocampista | Andreas Pereira | 46' |
| 20 | Delantero      | Savinho         | 73' |
| 24 | Centrocampista | Éderson         | 73' |
| 9  | Delantero      | Endrick         | 86' |
| 18 | Centrocampista | Douglas Luiz    | 86' |

| 17 | Defensa        | Johan Mojica        | 46' |
| 15 | Centrocampista | Mateus Uribe        | 76' |
| 19 | Delantero      | Rafael Santos Borré | 76' |
| 8  | Centrocampista | Jorge Carrascal     | 81' |
| 18 | Delantero      | Luis Sinisterra     | 89' |

| Anotado | 12' | Raphinha | 1–0 |

| Anotado | 45+2' | Daniel Muñoz | 1–1 |

| Amonestado | 7'  | Vinícius Júnior |
| Amonestado | 27' | João Gomes      |
| Amonestado | 73' | Bruno Guimarães |

| Amonestado | 25' | Deiver Machado  |
| Amonestado | 27' | Jefferson Lerma |

| Árbitro             | Jesús Valenzuela  |
| Árbitros asistentes | Jorge Urrego      |
| Árbitros asistentes | Alberto Ponte     |
| Cuarto árbitro      | Augusto Aragón    |
| Quinto árbitro      | Christian Lescano |
| VAR                 | Mauro Vigliano    |
| Adicional VAR       | Jonny Bossio      |
| Asesor de árbitros  | Peter Prendergast |
| Quality Mánager     | Luis Vera         |

| Estadísticas      | Bandera de Brasil | Bandera de Colombia |
| Tiros             | 7                 | 13                  |
| Tiros a puerta    | 3                 | 6                   |
| Faltas            | 14                | 19                  |
| Saques de esquina | 6                 | 5                   |
| Penaltis          | 0                 | 0                   |
| Fueras de juego   | 1                 | 2                   |
| Posesión de balón | 51%               | 49%                 |

### Cuartos de final

#### Uruguay vs. Brasil
| 6 de julio    | Uruguay                                                      | 0:0 (4:2 p.)               | Brasil                                                               | Allegiant Stadium, Paradise                                                      |                                                                                  |
| 18:00 (UTC-7) |                                                              | Reporte                    |                                                                      | Asistencia: 43 827 espectadores Árbitro(s): Darío Herrera VAR: Guillermo Pacheco | Asistencia: 43 827 espectadores Árbitro(s): Darío Herrera VAR: Guillermo Pacheco |
|               |                                                              | Tiros desde el punto penal |                                                                      |                                                                                  |                                                                                  |
|               | - Valverde - Bentancur - G. de Arrascaeta - Giménez - Ugarte |                            | - Éder Militão - Andreas Pereira - Douglas Luiz - Gabriel Martinelli |                                                                                  |                                                                                  |

| 1          | Guardameta     | Sergio Rochet      |     |
| 8          | Defensa        | Nahitan Nández     |     |
| 4          | Defensa        | Ronald Araújo      | 33' |
| 16         | Defensa        | Mathías Olivera    |     |
| 17         | Defensa        | Matías Viña        | 46' |
| 5          | Centrocampista | Manuel Ugarte      |     |
| 15         | Centrocampista | Federico Valverde  |     |
| 11         | Centrocampista | Facundo Pellistri  | 78' |
| 7          | Centrocampista | Nicolás de la Cruz | 67' |
| 20         | Centrocampista | Maximiliano Araújo |     |
| 19         | Delantero      | Darwin Núñez       | 78' |
| Entrenador | Entrenador     | Marcelo Bielsa     |     |

| 1          | Guardameta     | Alisson         |     |
| 2          | Defensa        | Danilo          |     |
| 3          | Defensa        | Éder Militão    |     |
| 4          | Defensa        | Marquinhos      |     |
| 16         | Defensa        | Guilherme Arana |     |
| 5          | Centrocampista | Bruno Guimarães | 87' |
| 15         | Centrocampista | João Gomes      | 81' |
| 11         | Centrocampista | Raphinha        | 82' |
| 8          | Centrocampista | Lucas Paquetá   | 81' |
| 10         | Centrocampista | Rodrygo         | 87' |
| 9          | Delantero      | Endrick         |     |
| Entrenador | Entrenador     | Dorival Júnior  |     |

| 2  | Defensa        | José María Giménez     | 33' |
| 3  | Defensa        | Sebastián Cáceres      | 46' |
| 6  | Centrocampista | Rodrigo Bentancur      | 67' |
| 10 | Centrocampista | Giorgian de Arrascaeta | 78' |
| 13 | Defensa        | Guillermo Varela       | 78' |

| 18 | Centrocampista | Douglas Luiz       | 81' |
| 19 | Centrocampista | Andreas Pereira    | 81' |
| 20 | Delantero      | Savinho            | 82' |
| 21 | Delantero      | Evanilson          | 87' |
| 22 | Delantero      | Gabriel Martinelli | 87' |

| Federico Valverde      | Acierto de penal         | 1:0 |                          |                    |
|                        |                          | 1:0 | Fallo de penal (atajado) | Éder Militão       |
| Rodrigo Bentancur      | Acierto de penal         | 2:0 |                          |                    |
|                        |                          | 2:1 | Acierto de penal         | Andreas Pereira    |
| Giorgian de Arrascaeta | Acierto de penal         | 3:1 |                          |                    |
|                        |                          | 3:1 | Fallo de penal (poste)   | Douglas Luiz       |
| José María Giménez     | Fallo de penal (atajado) | 3:1 |                          |                    |
|                        |                          | 3:2 | Acierto de penal         | Gabriel Martinelli |
| Manuel Ugarte          | Acierto de penal         | 4:2 |                          |                    |

| Amonestado | 51' | Manuel Ugarte      |
| Amonestado | 60' | Nicolás de la Cruz |

| Amonestado | 39' | Lucas Paquetá |
| Amonestado | 64' | João Gomes    |

| Expulsado | 74' | Nahitan Nández |

| Árbitro             | Darío Herrera      |
| Árbitros asistentes | Juan Pablo Belatti |
| Árbitros asistentes | Cristian Navarro   |
| Cuarto árbitro      | Iván Barton        |
| Quinto árbitro      | Henri Pupiro       |
| VAR                 | Guillermo Pacheco  |
| Adicionales VAR     | Erick Miranda      |
| Adicionales VAR     | Tatiana Guzmán     |
| Asesor de árbitros  | Leonel Leal        |
| Quality Mánager     | Víctor Carrillo    |

| 1          | Guardameta     | Sergio Rochet      |     |
| 8          | Defensa        | Nahitan Nández     |     |
| 4          | Defensa        | Ronald Araújo      | 33' |
| 16         | Defensa        | Mathías Olivera    |     |
| 17         | Defensa        | Matías Viña        | 46' |
| 5          | Centrocampista | Manuel Ugarte      |     |
| 15         | Centrocampista | Federico Valverde  |     |
| 11         | Centrocampista | Facundo Pellistri  | 78' |
| 7          | Centrocampista | Nicolás de la Cruz | 67' |
| 20         | Centrocampista | Maximiliano Araújo |     |
| 19         | Delantero      | Darwin Núñez       | 78' |
| Entrenador | Entrenador     | Marcelo Bielsa     |     |

| 1          | Guardameta     | Alisson         |     |
| 2          | Defensa        | Danilo          |     |
| 3          | Defensa        | Éder Militão    |     |
| 4          | Defensa        | Marquinhos      |     |
| 16         | Defensa        | Guilherme Arana |     |
| 5          | Centrocampista | Bruno Guimarães | 87' |
| 15         | Centrocampista | João Gomes      | 81' |
| 11         | Centrocampista | Raphinha        | 82' |
| 8          | Centrocampista | Lucas Paquetá   | 81' |
| 10         | Centrocampista | Rodrygo         | 87' |
| 9          | Delantero      | Endrick         |     |
| Entrenador | Entrenador     | Dorival Júnior  |     |

| 2  | Defensa        | José María Giménez     | 33' |
| 3  | Defensa        | Sebastián Cáceres      | 46' |
| 6  | Centrocampista | Rodrigo Bentancur      | 67' |
| 10 | Centrocampista | Giorgian de Arrascaeta | 78' |
| 13 | Defensa        | Guillermo Varela       | 78' |

| 18 | Centrocampista | Douglas Luiz       | 81' |
| 19 | Centrocampista | Andreas Pereira    | 81' |
| 20 | Delantero      | Savinho            | 82' |
| 21 | Delantero      | Evanilson          | 87' |
| 22 | Delantero      | Gabriel Martinelli | 87' |

| Federico Valverde      | Acierto de penal         | 1:0 |                          |                    |
|                        |                          | 1:0 | Fallo de penal (atajado) | Éder Militão       |
| Rodrigo Bentancur      | Acierto de penal         | 2:0 |                          |                    |
|                        |                          | 2:1 | Acierto de penal         | Andreas Pereira    |
| Giorgian de Arrascaeta | Acierto de penal         | 3:1 |                          |                    |
|                        |                          | 3:1 | Fallo de penal (poste)   | Douglas Luiz       |
| José María Giménez     | Fallo de penal (atajado) | 3:1 |                          |                    |
|                        |                          | 3:2 | Acierto de penal         | Gabriel Martinelli |
| Manuel Ugarte          | Acierto de penal         | 4:2 |                          |                    |

| Amonestado | 51' | Manuel Ugarte      |
| Amonestado | 60' | Nicolás de la Cruz |

| Amonestado | 39' | Lucas Paquetá |
| Amonestado | 64' | João Gomes    |

| Expulsado | 74' | Nahitan Nández |

| Árbitro             | Darío Herrera      |
| Árbitros asistentes | Juan Pablo Belatti |
| Árbitros asistentes | Cristian Navarro   |
| Cuarto árbitro      | Iván Barton        |
| Quinto árbitro      | Henri Pupiro       |
| VAR                 | Guillermo Pacheco  |
| Adicionales VAR     | Erick Miranda      |
| Adicionales VAR     | Tatiana Guzmán     |
| Asesor de árbitros  | Leonel Leal        |
| Quality Mánager     | Víctor Carrillo    |

| Estadísticas      | Bandera de Uruguay | Bandera de Brasil |
| Tiros             | 12                 | 7                 |
| Tiros a puerta    | 1                  | 3                 |
| Faltas            | 26                 | 15                |
| Saques de esquina | 6                  | 2                 |
| Penaltis          | 0                  | 0                 |
| Fueras de juego   | 2                  | 0                 |
| Posesión de balón | 40%                | 60%               |

## Estadísticas

### Participación de jugadores
| N.° | Pos        | Jugador | PJ | Minutos jugados | Goles recibidos | Atajos | Tarjetas amarillas | Doble tarjeta amarilla y roja | Tarjetas rojas |
| --- | ---------- | ------- | -- | --------------- | --------------- | ------ | ------------------ | ----------------------------- | -------------- |
| 1   | Guardameta | Alisson | 4  | 360             | 2               | 11     | 0                  | 0                             | 0              |
| 12  | Guardameta | Bento   | 0  | 0               | 0               | 0      | 0                  | 0                             | 0              |
| 23  | Guardameta | Rafael  | 0  | 0               | 0               | 0      | 0                  | 0                             | 0              |

| N.° | Pos            | Jugador            | PJ | Minutos jugados | Goles | Asistencias | Tarjetas Amarillas | Doble tarjeta amarilla y roja | Tarjetas rojas |
| --- | -------------- | ------------------ | -- | --------------- | ----- | ----------- | ------------------ | ----------------------------- | -------------- |
| 2   | Defensa        | Danilo             | 4  | 360             | 0     | 0           | 0                  | 0                             | 0              |
| 3   | Defensa        | Éder Militão       | 4  | 357             | 0     | 0           | 1                  | 0                             | 0              |
| 4   | Defensa        | Marquinhos         | 4  | 360             | 0     | 0           | 0                  | 0                             | 0              |
| 5   | Centrocampista | Bruno Guimarães    | 4  | 335             | 0     | 0           | 1                  | 0                             | 0              |
| 6   | Defensa        | Wendell            | 2  | 176             | 0     | 0           | 1                  | 0                             | 0              |
| 7   | Delantero      | Vinícius Júnior    | 3  | 251             | 2     | 0           | 2                  | 0                             | 0              |
| 8   | Centrocampista | Lucas Paquetá      | 4  | 296             | 1     | 1           | 2                  | 0                             | 0              |
| 9   | Delantero      | Endrick            | 4  | 124             | 0     | 0           | 0                  | 0                             | 0              |
| 10  | Delantero      | Rodrygo            | 4  | 329             | 0     | 0           | 0                  | 0                             | 0              |
| 11  | Delantero      | Raphinha           | 4  | 260             | 1     | 0           | 0                  | 0                             | 0              |
| 13  | Defensa        | Yan Couto          | 0  | 0               | 0     | 0           | 0                  | 0                             | 0              |
| 14  | Defensa        | Gabriel Magalhães  | 1  | 4               | 0     | 0           | 0                  | 0                             | 0              |
| 15  | Centrocampista | João Gomes         | 4  | 327             | 0     | 0           | 2                  | 0                             | 0              |
| 16  | Defensa        | Guilherme Arana    | 2  | 180             | 0     | 0           | 0                  | 0                             | 0              |
| 17  | Defensa        | Lucas Beraldo      | 0  | 0               | 0     | 0           | 0                  | 0                             | 0              |
| 18  | Centrocampista | Douglas Luiz       | 3  | 31              | 0     | 0           | 0                  | 0                             | 0              |
| 19  | Centrocampista | Andreas Pereira    | 3  | 64              | 0     | 0           | 0                  | 0                             | 0              |
| 20  | Delantero      | Savinho            | 4  | 117             | 1     | 0           | 0                  | 0                             | 0              |
| 21  | Delantero      | Evanilson          | 1  | 3               | 0     | 0           | 0                  | 0                             | 0              |
| 22  | Delantero      | Gabriel Martinelli | 2  | 10              | 0     | 0           | 0                  | 0                             | 0              |
| 24  | Centrocampista | Éderson            | 1  | 17              | 0     | 0           | 0                  | 0                             | 0              |
| 25  | Defensa        | Bremer             | 0  | 0               | 0     | 0           | 0                  | 0                             | 0              |
| 26  | Delantero      | Pepê               | 0  | 0               | 0     | 0           | 0                  | 0                             | 0              |

### Goleadores
| N.°   | Jugador         | Anotado | PJ | Prom. | Jugada | Cabeza | TL | Penal |
| ----- | --------------- | ------- | -- | ----- | ------ | ------ | -- | ----- |
| 1     | Vinícius Júnior | 2       | 3  | 0.67  | 2      | 0      | 0  | 0     |
| 2     | Savinho         | 1       | 4  | 0.25  | 1      | 0      | 0  | 0     |
| 2     | Lucas Paquetá   | 1       | 4  | 0.25  | 0      | 0      | 0  | 1     |
| 2     | Raphinha        | 1       | 4  | 0.25  | 0      | 0      | 1  | 0     |
| Total | Total           | 5       | 4  | 1.25  | 3      | 0      | 1  | 1     |

### Asistencias
| N.°   | Jugador       | Asistencia | Jugada | Cabeza | TL | SdE |
| ----- | ------------- | ---------- | ------ | ------ | -- | --- |
| 1     | Lucas Paquetá | 1          | 1      | 0      | 0  | 0   |
| Total | Total         | 1          | 1      | 0      | 0  | 0   |

### Sanciones disciplinarias
| N.°   | Jugador         | Amonestado | Otorgado · Expulsado | Expulsado | Sanción                       |
| ----- | --------------- | ---------- | -------------------- | --------- | ----------------------------- |
| 1     | Vinícius Júnior | 2          | 0                    | 0         | Un partido (Cuartos de final) |
| 1     | Lucas Paquetá   | 2          | 0                    | 0         |                               |
| 1     | João Gomes      | 2          | 0                    | 0         |                               |
| 4     | Éder Militão    | 1          | 0                    | 0         |                               |
| 4     | Wendell         | 1          | 0                    | 0         |                               |
| 4     | Bruno Guimarães | 1          | 0                    | 0         |                               |
| Total | Total           | 9          | 0                    | 0         |                               |